# تد دیچبورن
تد دیچبورن (به انگلیسی: Ted Ditchburn) بازیکن فوتبال زادهٔ ۲۴ اکتبر ۱۹۲۱ اهل انگلستان بود که سابقهٔ بازی در تیم ملی فوتبال انگلستان را در کارنامهٔ خود دارد. وی در تاریخ ۲ دسامبر ۱۹۴۸ نخستین بازی ملی خود را روبروی تیم ملی فوتبال سوئیس انجام داد و با حضور در ۶ بازی ملی، در تاریخ ۵ دسامبر ۱۹۵۶ واپسین بازی ملی‌اش را در برابر تیم ملی فوتبال دانمارک برگزار کرد.